# 카우보이의 노래
《카우보이의 노래》(영어: The Ballad of Buster Scruggs)는 공개된 미국의 서부극 영화이다. 코언 형제가 감독과 각본을 맡았다. 본래 텔레비전 시리즈로만 고안되었으나, 영화 버전으로도 구조화되었다. 제75회 베네치아 국제 영화제(2018) 경쟁부문 진출작이다. 2018년 11월 16일 넷플릭스를 통해 공개되었다.

## 줄거리
영화는 미국 서부 개척 시대를 배경으로 한 6개의 독립적인 이야기로 구성된 앤솔로지 형식이다.
첫 번째 이야기, "버스터 스크럭스의 발라드"는 유쾌한 카우보이 버스터가 술집에서 총격전을 벌인 후, 젊은 카우보이에게 죽임을 당하는 과정을 코믹하면서도 비극적으로 보여준다. 죽기 직전 그는 젊은 카우보이와 함께 천국으로 향하는 노래를 부른다.
두 번째 이야기, "알고도네스 근처"에서는 은행을 털다 붙잡힌 카우보이가 여러 번의 사형 위기를 넘기지만 결국 교수형으로 생을 마감한다. 그는 죽기 직전, 군중 속의 한 여성과 눈을 마주치고 미소를 주고받는다.
세 번째 이야기, "식권"은 늙은 흥행사와 팔다리가 없는 젊은 연기자가 순회 공연을 하며 겪는 고충을 그린다. 관객의 무관심 속에서 수익이 줄어들자 흥행사는 결국 연기자를 버리고, 산술 능력이 있는 닭을 새로 데려간다.
네 번째 이야기, "모두 황금빛 계곡"은 순수한 산골짜기에서 금을 발견한 노인이, 자신의 금을 노린 젊은이에게 습격당하지만, 되려 그를 죽이고 금을 챙겨 떠난다.
다섯 번째 이야기, "혼란에 빠진 아가씨"는 오리건으로 향하는 마차 행렬에서 오빠를 잃은 여인이 마차 대장에게 청혼을 받고 약혼하지만, 인디언과의 전투 중 그가 죽은 줄 알고 자살하는 비극적인 이야기를 다룬다.
마지막 이야기, "필멸의 존재들"은 다양한 인물들이 마차에 함께 타고 가면서 인간 본성에 대한 철학적 논쟁을 벌이는 이야기를 담고 있다. 이들은 도착한 여관에서 짐을 내리지도 못한 채 섬뜩한 분위기를 느끼며, 죽음을 기다리는 듯한 모습으로 이야기가 끝맺는다.

## 출연

### 주연
- 제임스 프랭코
- 리암 니슨
- 데이빗 크럼홀츠

### 조연
- 조 카잔

## 기타
- 의상: 메리 조프레즈